# Acalolepta flavidosignata
Acalolepta flavidosignata là một loài bọ cánh cứng trong họ Cerambycidae.